# Squamiana squamiptera
Squamiana squamiptera is een rechtvleugelig insect uit de familie sabelsprinkhanen (Tettigoniidae). De wetenschappelijke naam van deze soort is voor het eerst geldig gepubliceerd in 1912 door Uvarov.